# Vermont Valley Railroad
Die Vermont Valley Railroad (VVR) ist eine ehemalige Eisenbahngesellschaft in Vermont (Vereinigte Staaten). Sie bestand als eigenständige Gesellschaft von 1848 bis 1949.

## Geschichte
1843 gründete man die Brattleboro and Fitchburg Railroad und plante, eine Eisenbahnstrecke in Verlängerung der Fitchburg Railroad nach Brattleboro am Connecticut River zu bauen. 1846 wurde die Sullivan Railroad gegründet, die eine Strecke im Tal des Connecticut River von Bellows Falls in Richtung Norden bauen wollte. Daraus entstand der Wunsch, diese beiden geplanten oder schon in Bau befindlichen Strecken zu verbinden. Zu diesem Zweck gründete man am 8. November 1848 die Vermont Valley Railroad.
Im Februar 1849 wurde die Sullivan Railroad eröffnet und ein Jahr darauf ging die inzwischen Vermont and Massachusetts Railroad genannte Bahn nach Brattleboro in Betrieb. Der Lückenschluss durch die VVR ließ noch über ein weiteres Jahr auf sich warten. Erst in der zweiten Hälfte des Jahres 1851 eröffnete sie die 33,5 Kilometer lange Strecke Brattleboro–Bellows Falls entlang des Westufers des Connecticut River. Wie bei den anschließenden Bahnen wählte man die Normalspurweite (1435 mm). Gleichzeitig stellte die Bahn in Bellows Falls eine Gleisverbindung zur Sullivan Railroad her, die 1861 von der VVR gepachtet wurde.
Am 1. Juni 1865 pachteten zwei Unternehmer die VVR ihrerseits für zehn Jahre, die auch in die Rutland and Burlington Railroad involviert waren. Die inzwischen in Rutland Railroad umgegründete Gesellschaft übernahm diesen Pachtvertrag sowie die Betriebsführung auf der Bahn am 23. Januar 1871, verpachtete sie jedoch weiter an die Vermont Central Railroad, die ab 1873 Central Vermont Railroad hieß. Wenige Monate später, am 3. Juli des Jahres, wurde die Vermont Valley Railroad of 1871 gegründet, die am 5. April 1877 die Bahn erwarb. Die Pachtverträge wurden aufgelöst und die Connecticut River Railroad (CRR), die ein Mitbenutzungsrecht für die in Brattleboro anschließende Strecke besaß, übernahm die Kontrolle über die Bahn. Die Betriebsführung oblag der Boston and Maine Railroad, die die CRR gepachtet hatte.
Der ursprüngliche Name Vermont Valley Railroad war ab dem 27. Oktober 1902 wieder gültig, nachdem die Gesellschaft sich umbenannt hatte. Die Boston&Maine pachtete schließlich am 1. Januar 1925 die VVR direkt. Die endgültige Fusion fand jedoch erst 1949 statt. Heute wird die Strecke durch die New England Central Railroad sowie die Pan Am Railways im Güterverkehr und durch die Amtrak im Personenverkehr betrieben.